# Сендерборг (аеропорт)
Аеропорт Сендерборг (дан. Sønderborg Lufthavn) (IATA: SGD, ICAO: EKSB) — аеропорт у місті Сендерборг, Данія. 
Аеропорт офіційно відкрито в 1968 році; проте перші польоти відбулися в 1950 році авіакомпанією «Sønderjyllands Flyveselskab». 

## Авіалінії та напрямки, квітень 2022
| Авіакомпанія  | Пункт призначення                            |
| ------------- | -------------------------------------------- |
| Alsie Express | Копенгаген Сезонно: Борнгольм, Селен-Трюсиль |

## Пасажирообіг
Див. джерело запитів Вікіданих та джерела.

## Наземний транспорт
Аеропорт розташований за 7 км від міста Сендерборг. 
Трансфер на таксі або власним авто. 
Також в аеропорту можна орендувати автомобіль. 
Інші міста, для яких аеропорт корисний -- Обенро (41 км), Тондер (70 км) і Фленсбург (Німеччина, 55 км).